# 小行星1707
小行星1707（1707 Chantal）是一颗绕太阳运转的小行星，为主小行星带小行星。该小行星于1932年9月8日发现。
該小行星以法國天文學家喬治·羅蘭（Georges Roland）的姪女尚塔爾（Chantal）命名。

## 轨道参数
小行星1707的轨道半长轴为2.2193891 UA，离心率为0.171。